# سان ماتيو (كاليفورنيا)
سان ماتيو هي مدينة تقع في مقاطعة سان ماتيو ، في منطقة خليج سان فرانسيسكو وهي من كبرى ضواحي شبة جزيرة سان فرانسيسكو.

## المناخ
يظهر الجدول التالي التغييرات المناخية على مدار السنة لسان ماتيو:
| البيانات المناخية لـسان ماتيو     | البيانات المناخية لـسان ماتيو | البيانات المناخية لـسان ماتيو | البيانات المناخية لـسان ماتيو | البيانات المناخية لـسان ماتيو | البيانات المناخية لـسان ماتيو | البيانات المناخية لـسان ماتيو | البيانات المناخية لـسان ماتيو | البيانات المناخية لـسان ماتيو | البيانات المناخية لـسان ماتيو | البيانات المناخية لـسان ماتيو | البيانات المناخية لـسان ماتيو | البيانات المناخية لـسان ماتيو | البيانات المناخية لـسان ماتيو |
| الشهر                             | يناير                         | فبراير                        | مارس                          | أبريل                         | مايو                          | يونيو                         | يوليو                         | أغسطس                         | سبتمبر                        | أكتوبر                        | نوفمبر                        | ديسمبر                        | المعدل السنوي                 |
| --------------------------------- | ----------------------------- | ----------------------------- | ----------------------------- | ----------------------------- | ----------------------------- | ----------------------------- | ----------------------------- | ----------------------------- | ----------------------------- | ----------------------------- | ----------------------------- | ----------------------------- | ----------------------------- |
| الدرجة القصوى °ف (°م)             | 76 (24)                       | 80 (27)                       | 89 (32)                       | 97 (36)                       | 102 (39)                      | 109 (43)                      | 110 (43)                      | 105 (41)                      | 106 (41)                      | 104 (40)                      | 87 (31)                       | 76 (24)                       | 110 (43)                      |
| متوسط درجة الحرارة الكبرى °ف (°م) | 55 (13)                       | 67 (19)                       | 65 (18)                       | 69 (21)                       | 74 (23)                       | 76 (24)                       | 77 (25)                       | 77 (25)                       | 76 (24)                       | 74 (23)                       | 65 (18)                       | 58 (14)                       | 69 (21)                       |
| متوسط درجة الحرارة الصغرى °ف (°م) | 40 (4)                        | 43 (6)                        | 45 (7)                        | 46 (8)                        | 50 (10)                       | 54 (12)                       | 56 (13)                       | 56 (13)                       | 54 (12)                       | 50 (10)                       | 44 (7)                        | 40 (4)                        | 48 (9)                        |
| أدنى درجة حرارة °ف (°م)           | 16 (−9)                       | 25 (−4)                       | 29 (−2)                       | 33 (1)                        | 36 (2)                        | 39 (4)                        | 40 (4)                        | 43 (6)                        | 38 (3)                        | 33 (1)                        | 29 (−2)                       | 19 (−7)                       | 16 (−9)                       |
| معدل هطول الأمطار إنش (مم)        | 4.02 (102)                    | 4.09 (104)                    | 3.13 (80)                     | 1.16 (29)                     | 0.47 (12)                     | 0.10 (2.5)                    | 0 (0)                         | 0.05 (1.3)                    | 0.16 (4.1)                    | 1.06 (27)                     | 2.37 (60)                     | 3.84 (98)                     | 20.45 (519.9)                 |
| المصدر:                           |                               |                               |                               |                               |                               |                               |                               |                               |                               |                               |                               |                               |                               |

## اقتصاد
اقتصادها متنوع جدا، و يوفر وظائف في التكنولوجيا، والرعاية الصحية، والخدمات المالية، والحكومة، وحقول تجارة التجزئة. كما أن قاعدة عدة شركات توجد هناك مثل جو برو أو Franklin Templeton Investments

## توأمة
لسان ماتيو (كاليفورنيا) اتفاقيات توأمة مع كل من:
- Varde Municipality [الإنجليزية]‏
- تويوناكا
- سان بابلو

## معرض صور

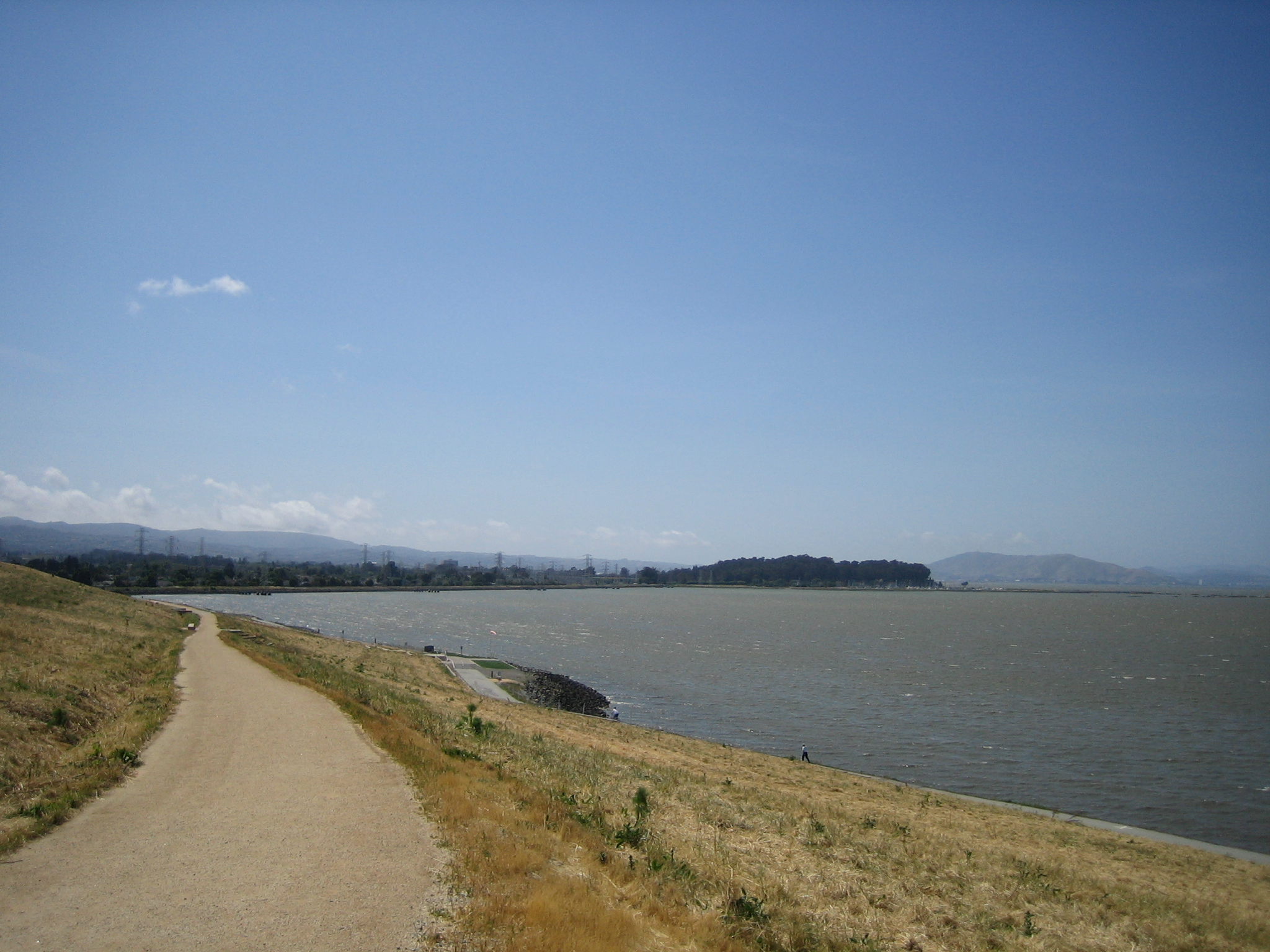
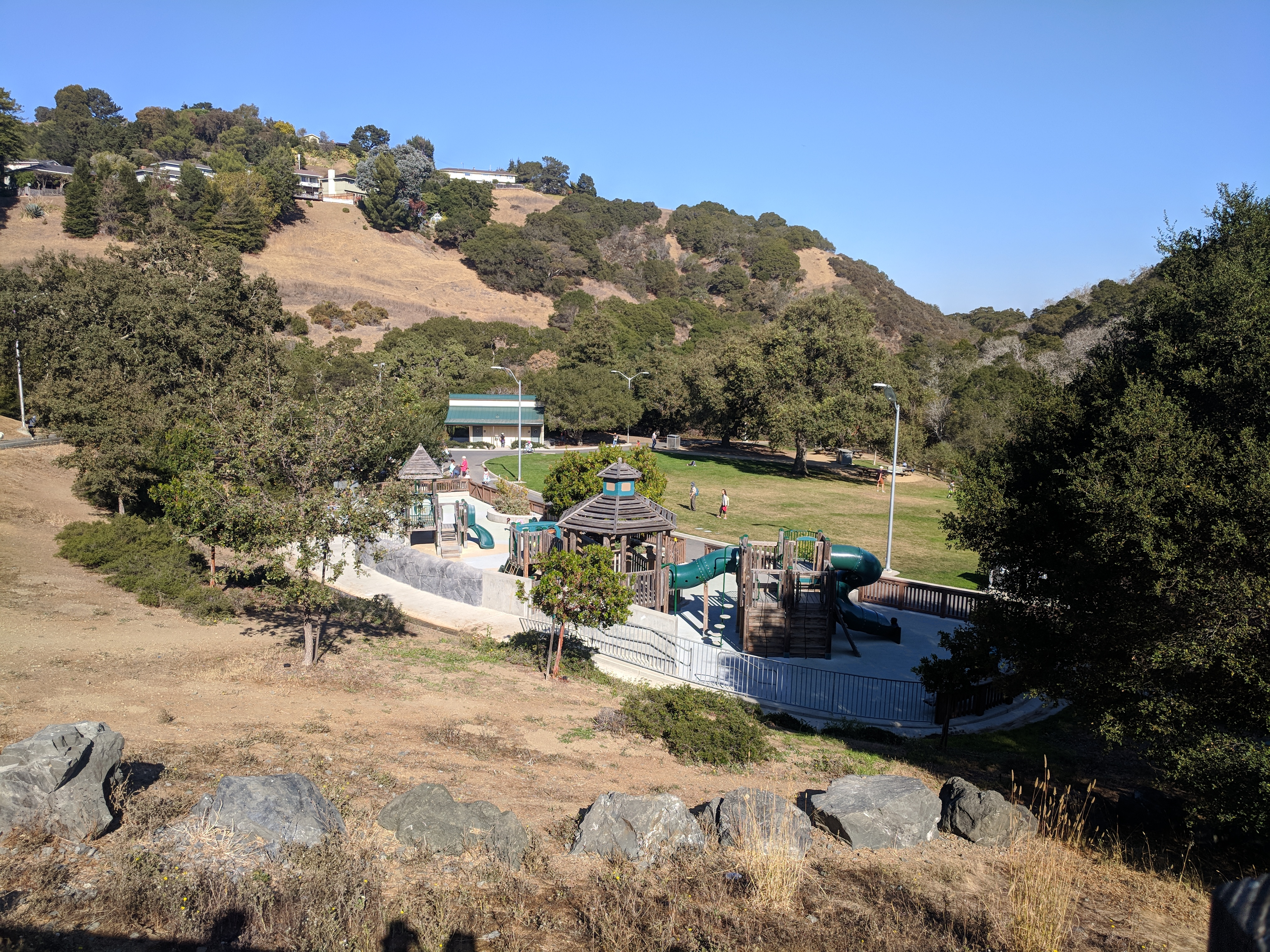
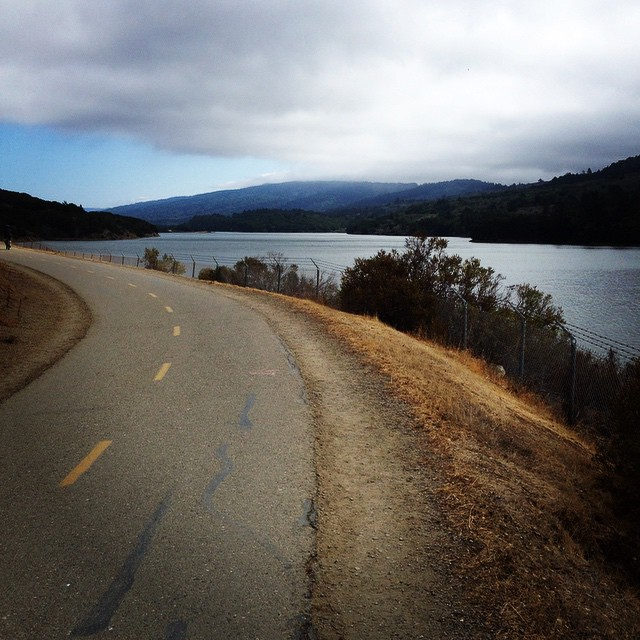
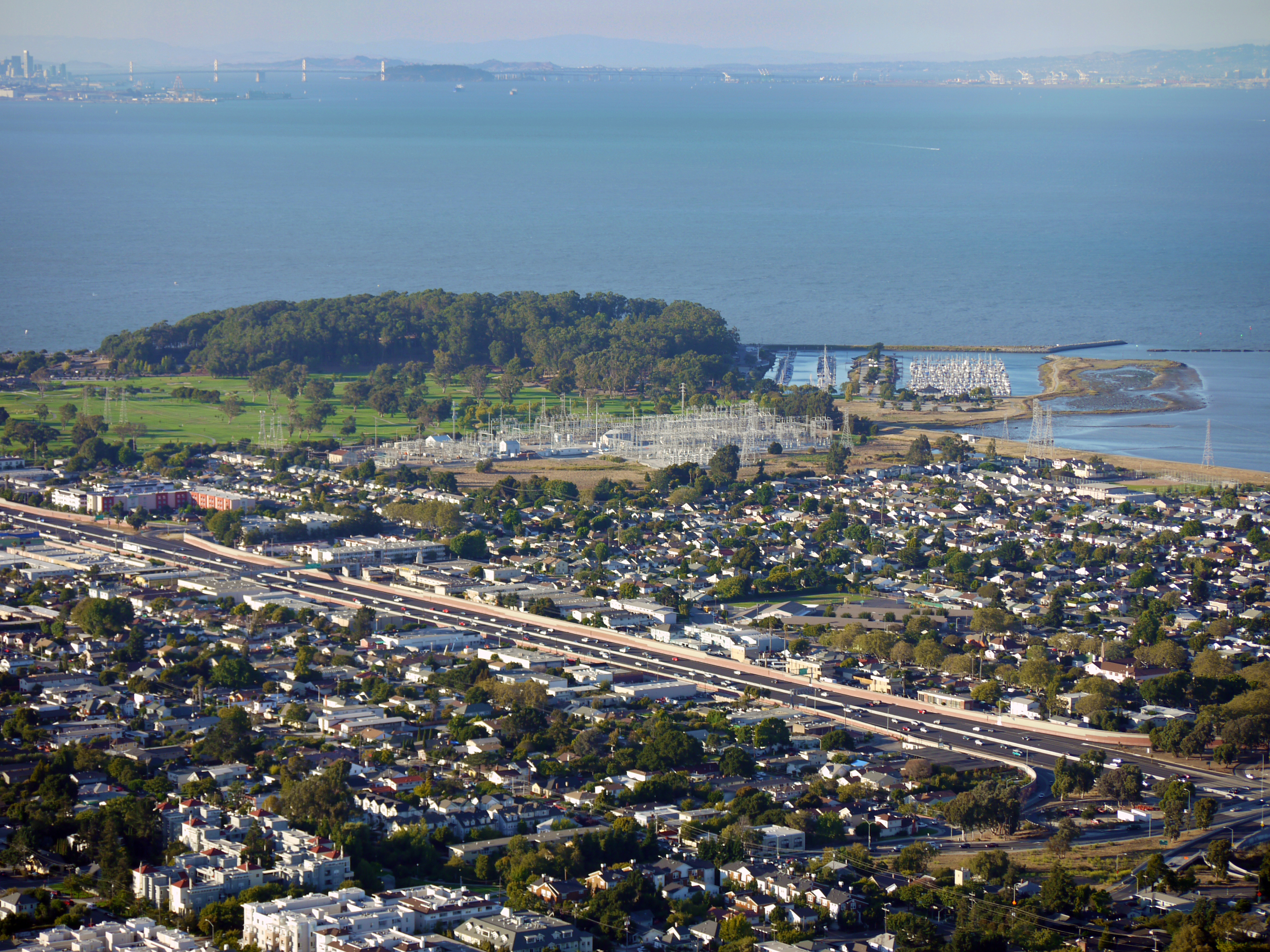

## أعلام
- باري بوستويك
- أوسكار هيل
- ألن نيفينز
- لوريتا ماكنيل
- جيانيني اماديو